# Campionati europei di sollevamento pesi 2016
I Campionati europei di sollevamento pesi 2016, 97ª edizione maschile e 29ª femminile della manifestazione, si sono svolti dal 10 al 16 aprile a Førde, in Norvegia, al Førdehuset Pavilion. Sono stati validi come torneo di qualificazione per i Giochi della XXXI Olimpiade di Rio de Janeiro del 2016.
In base alle variazioni avvenute nel corso del suo svolgimento, l'edizione è conteggiata come:
- la 75ª effettivamente organizzata;
- la 95ª secondo la numerazione della EWF;
- la 97ª secondo la numerazione della IWF.

## Squalifiche
Le competizioni furono caratterizzate da sei squalifiche:
- Gökhan Kılıç nei pesi gallo maschili, che giunse quinto;
- Feliks Chalibekov nei pesi piuma maschili, che giunse secondo;
- Dimitris Minasidis nei pesi piuma maschili, che non terminò la gara;
- Victor Charchenko nei pesi massimi leggeri maschili, che giunse quinto;
- Nurcan Taylan nei pesi gallo femminili, che giunse quarta;
- Hripsime Khurshudyan nei pesi massimi femminili, che vinse la gara.

## Titoli in palio
Sono stati assegnati 15 titoli nel totale dell'esercizio (45 considerando anche le due specialità, lo strappo e lo slancio) in 8 categorie maschili e 7 femminili, sotto elencate.
Categorie maschili
| Categoria            | Eventi         | Atleti | Gruppi |
| -------------------- | -------------- | ------ | ------ |
| Pesi gallo           | Fino a 56 kg   | 16     | 2      |
| Pesi piuma           | Fino a 62 kg   | 18     | 2      |
| Pesi leggeri         | Fino a 69 kg   | 23     | 2      |
| Pesi medi            | Fino a 77 kg   | 26     | 3      |
| Pesi massimi leggeri | Fino a 85 kg   | 29     | 3      |
| Pesi mediomassimi    | Fino a 94 kg   | 30     | 3      |
| Pesi massimi         | Fino a 105 kg  | 31     | 3      |
| Pesi supermassimi    | Oltre i 105 kg | 23     | 3      |

Categorie femminili
| Categoria            | Eventi        | Atlete | Gruppi |
| -------------------- | ------------- | ------ | ------ |
| Pesi gallo           | Fino a 48 kg  | 19     | 2      |
| Pesi piuma           | Fino a 53 kg  | 24     | 3      |
| Pesi leggeri         | Fino a 58 kg  | 22     | 2      |
| Pesi medi            | Fino a 63 kg  | 26     | 3      |
| Pesi massimi leggeri | Fino a 69 kg  | 17     | 2      |
| Pesi massimi         | Fino a 75 kg  | 16     | 2      |
| Pesi supermassimi    | Oltre i 75 kg | 20     | 2      |

## Calendario eventi
L'8 gennaio 2016 viene diffuso il calendario dei titoli da assegnare nelle sette giornate di gare.
| Giorno→ Categoria ↓ | Do 10 | Lu 11 | Ma 12 | Me 13 | Gi 14 | Ve 15 | Sa 16 |
| ------------------- | ----- | ----- | ----- | ----- | ----- | ----- | ----- |
| 56 kg               | ●     |       |       |       |       |       |       |
| 62 kg               |       | ●     |       |       |       |       |       |
| 69 kg               |       |       | ●     |       |       |       |       |
| 77 kg               |       |       |       | ●     |       |       |       |
| 85 kg               |       |       |       |       | ●     |       |       |
| 94 kg               |       |       |       |       |       | ●     |       |
| 105 kg              |       |       |       |       |       |       | ●     |
| +105 kg             |       |       |       |       |       |       | ●     |

| Giorno→ Categoria ↓ | Do 10 | Lu 11 | Ma 12 | Me 13 | Gi 14 | Ve 15 | Sa 16 |
| ------------------- | ----- | ----- | ----- | ----- | ----- | ----- | ----- |
| 48 kg               | ●     |       |       |       |       |       |       |
| 53 kg               |       | ●     |       |       |       |       |       |
| 58 kg               |       |       | ●     |       |       |       |       |
| 63 kg               |       |       |       | ●     |       |       |       |
| 69 kg               |       |       |       |       | ●     |       |       |
| 75 kg               |       |       |       |       |       | ●     |       |
| +75 kg              |       |       |       |       |       |       | ●     |

## Nazioni partecipanti

### Iscritte
Inizialmente, il comitato organizzatore annunciò l'iscrizione di 411 atleti, stabilendo il record nella storia dei campionati. Il 1º febbraio 2016 è diffusa la lista degli atleti iscritti ai campionati, che sono 396 (228 uomini e 168 donne, incluse le riserve) rappresentanti di 40 nazioni.
- Albania  (8)
- Armenia  (17)
- Austria  (1)
- Azerbaigian  (12)
- Belgio  (2)
- Bielorussia  (7)
- Bosnia ed Erzegovina  (1)
- Bulgaria  (16)
- Cipro  (2)
- Croazia  (9)
- Danimarca  (7)
- Estonia  (2)
- Finlandia  (17)
- Francia  (13)
- Georgia  (9)
- Germania  (16)
- Grecia  (14)
- Irlanda  (12)
- Islanda  (4)
- Israele  (13)
- Italia  (18)
- Kosovo  (1)
- Lettonia  (4)
- Lituania  (8)
- Malta  (1)
- Moldavia  (4)
- Norvegia  (13)
- Paesi Bassi  (3)
- Polonia  (19)
- Regno Unito  (14)
- Rep. Ceca  (17)
- Romania  (9)
- Russia  (18)
- Serbia  (1)
- Slovacchia  (8)
- Spagna  (15)
- Svezia  (9)
- Turchia  (19)
- Ucraina  (15)
- Ungheria  (18)

### Effettive
Le nazioni che hanno partecipato ai campionati furono 40 per un totale di 340 partecipanti (196 atleti e 144 atlete). Tra parentesi i partecipanti per nazione.
- Albania  (8)
- Armenia  (15)
- Austria  (1)
- Azerbaigian  (8)
- Belgio  (2)
- Bielorussia  (4)
- Bosnia ed Erzegovina  (1)
- Bulgaria  (12)
- Cipro  (2)
- Croazia  (8)
- Danimarca  (7)
- Estonia  (2)
- Finlandia  (15)
- Francia  (13)
- Georgia  (9)
- Germania  (14)
- Grecia  (10)
- Irlanda  (12)
- Islanda  (3)
- Israele  (13)
- Italia  (15)
- Kosovo  (1)
- Lettonia  (4)
- Lituania  (6)
- Malta  (1)
- Moldavia  (4)
- Norvegia  (12)
- Paesi Bassi  (2)
- Polonia  (15)
- Regno Unito  (14)
- Rep. Ceca  (15)
- Romania  (9)
- Russia  (12)
- Serbia  (1)
- Slovacchia  (6)
- Spagna  (15)
- Svezia  (8)
- Turchia  (15)
- Ucraina  (11)
- Ungheria  (15)

## Risultati

### Categorie femminili
| Evento           | Oro                 | Oro    | Argento               | Argento | Bronzo                   | Bronzo |
| ---------------- | ------------------- | ------ | --------------------- | ------- | ------------------------ | ------ |
| 48 kg (Dettagli) |                     |        |                       |         |                          |        |
| Strappo          | Monica Csengeri     | 83 kg  | Sibel Özkan           | 82 kg   | Genny Pagliaro           | 81 kg  |
| Slancio          | Sibel Özkan         | 100 kg | Genny Pagliaro        | 99 kg   | Iana Diachenko           | 98 kg  |
| Totale           | Sibel Özkan         | 182 kg | Genny Pagliaro        | 180 kg  | Monica Csengeri          | 178 kg |
| 53 kg (Dettagli) |                     |        |                       |         |                          |        |
| Strappo          | Julija Paratova     | 94 kg  | Rebeka Koha           | 90 kg   | Cristina Iovu            | 90 kg  |
| Slancio          | Cristina Iovu       | 120 kg | Sema Acartürk         | 109 kg  | Rebeka Koha              | 108 kg |
| Totale           | Cristina Iovu       | 210 kg | Julija Paratova       | 202 kg  | Rebeka Koha              | 198 kg |
| 58 kg (Dettagli) |                     |        |                       |         |                          |        |
| Strappo          | Bojanka Kostova     | 105 kg | Veronika Ivasiuk      | 90 kg   | Joanna Łochowska         | 90 kg  |
| Slancio          | Bojanka Kostova     | 130 kg | Irina Lepșa           | 117 kg  | Joanna Łochowska         | 114 kg |
| Totale           | Bojanka Kostova     | 235 kg | Irina Lepșa           | 205 kg  | Joanna Łochowska         | 204 kg |
| 63 kg            |                     |        |                       |         |                          |        |
| Strappo          | Diana Akhmetova     | 100 kg | Natal'ja Chlёstkina   | 99 kg   | Giorgia Bordignon        | 99 kg  |
| Slancio          | Natal'ja Chlёstkina | 123 kg | Giorgia Bordignon     | 120 kg  | Zoe Smith                | 119 kg |
| Totale           | Natal'ja Chlёstkina | 222 kg | Diana Akhmetova       | 219 kg  | Giorgia Bordignon        | 219 kg |
| 69 kg            |                     |        |                       |         |                          |        |
| Strappo          | Dar'ja Pačabut      | 106 kg | Nazik Avdalyan        | 105 kg  | Rebekah Tiler            | 99 kg  |
| Slancio          | Nazik Avdalyan      | 132 kg | Dar'ja Pačabut        | 130 kg  | Rebekah Tiler            | 123 kg |
| Totale           | Nazik Avdalyan      | 237 kg | Dar'ja Pačabut        | 236 kg  | Rebekah Tiler            | 222 kg |
| 75 kg            |                     |        |                       |         |                          |        |
| Strappo          | Iryna Decha         | 115 kg | Gaëlle Nayo-Ketchanke | 110 kg  | Natalia Prișcepa         | 110 kg |
| Slancio          | Iryna Decha         | 135 kg | Gaëlle Nayo-Ketchanke | 132 kg  | Natalia Prișcepa         | 130 kg |
| Totale           | Iryna Decha         | 250 kg | Gaëlle Nayo-Ketchanke | 242 kg  | Natalia Prișcepa         | 240 kg |
| +75 kg           |                     |        |                       |         |                          |        |
| Strappo          | Anastasija Hotfrid  | 113 kg | Mercy Brown           | 103 kg  | Aleksandra Mierzejeweska | 102 kg |
| Slancio          | Anastasija Hotfrid  | 136 kg | Sabina Baginska       | 131 kg  | Mercy Brown              | 127 kg |
| Totale           | Anastasija Hotfrid  | 249 kg | Mercy Brown           | 230 kg  | Aleksandra Mierzejeweska | 223 kg |

## Medagliere

### Grandi (totale)
Riferito al totale dell'esercizio: 18 nazioni sono entrate nel medagliere.
| Posiz. | Nazione     | Oro | Argento | Bronzo | Totale |
| ------ | ----------- | --- | ------- | ------ | ------ |
| 1      | Turchia     | 3   | 0       | 1      | 4      |
| 2      | Armenia     | 2   | 2       | 1      | 5      |
| 3      | Ucraina     | 2   | 1       | 0      | 3      |
| 4      | Georgia     | 2   | 0       | 0      | 2      |
| 5      | Romania     | 1   | 2       | 4      | 7      |
| 6      | Russia      | 1   | 2       | 1      | 4      |
| 7      | Polonia     | 1   | 1       | 2      | 4      |
| 8      | Italia      | 1   | 1       | 1      | 3      |
| 9      | Lettonia    | 1   | 0       | 1      | 2      |
| 10     | Azerbaigian | 1   | 0       | 0      | 1      |
| 11     | Spagna      | 0   | 1       | 1      | 2      |
| 11     | Regno Unito | 0   | 1       | 1      | 2      |
| 13     | Bielorussia | 0   | 1       | 0      | 1      |
| 13     | Bulgaria    | 0   | 1       | 0      | 1      |
| 13     | Francia     | 0   | 1       | 0      | 1      |
| 13     | Lituania    | 0   | 1       | 0      | 1      |
| 17     | Estonia     | 0   | 0       | 1      | 1      |
| 17     | Moldavia    | 0   | 0       | 1      | 1      |
| Totale | Totale      | 15  | 15      | 15     | 45     |

### Grandi (totale) e Piccole (Strappo e Slancio)
Riferito al totale dell'esercizio e delle due specialità: 21 nazioni sono entrate nel medagliere.
| Posiz. | Nazione     | Oro | Argento | Bronzo | Totale |
| ------ | ----------- | --- | ------- | ------ | ------ |
| 1      | Turchia     | 8   | 2       | 2      | 12     |
| 2      | Ucraina     | 6   | 3       | 2      | 11     |
| 3      | Georgia     | 6   | 0       | 0      | 6      |
| 4      | Armenia     | 5   | 7       | 3      | 15     |
| 5      | Russia      | 5   | 5       | 2      | 12     |
| 6      | Romania     | 4   | 4       | 7      | 15     |
| 7      | Azerbaigian | 3   | 0       | 1      | 4      |
| 8      | Polonia     | 2   | 4       | 6      | 12     |
| 9      | Italia      | 2   | 4       | 4      | 10     |
| 10     | Lettonia    | 2   | 1       | 2      | 5      |
| 11     | Spagna      | 1   | 2       | 1      | 4      |
| 12     | Bielorussia | 1   | 2       | 0      | 3      |
| 13     | Francia     | 0   | 3       | 1      | 4      |
| 14     | Bulgaria    | 0   | 3       | 0      | 3      |
| 15     | Regno Unito | 0   | 2       | 5      | 7      |
| 16     | Lituania    | 0   | 2       | 0      | 2      |
| 17     | Estonia     | 0   | 1       | 1      | 2      |
| 18     | Moldavia    | 0   | 0       | 5      | 5      |
| 19     | Albania     | 0   | 0       | 1      | 1      |
| 19     | Austria     | 0   | 0       | 1      | 1      |
| 19     | Rep. Ceca   | 0   | 0       | 1      | 1      |
| Totale | Totale      | 45  | 45      | 45     | 135    |

## Classifica a squadre

### Sistema di punteggio
Il sistema di punteggio è indicato dalla sommatoria dell'esercizio totale e delle due specialità in base allo schema adottato nel 1996:

### Categorie maschili
| Pos. | Squadra              | Punti |
| ---- | -------------------- | ----- |
| 1    | Russia               | 524   |
| 2    | Armenia              | 503   |
| 3    | Turchia              | 501   |
| 4    | Polonia              | 461   |
| 5    | Georgia              | 423   |
| 6    | Bulgaria             | 407   |
| 7    | Spagna               | 382   |
| 8    | Romania              | 374   |
| 9    | Germania             | 334   |
| 10   | Rep. Ceca            | 307   |
| 11   | Italia               | 291   |
| 12   | Francia              | 242   |
| 13   | Ungheria             | 232   |
| 14   | Regno Unito          | 218   |
| 15   | Ucraina              | 217   |
| 16   | Azerbaigian          | 197   |
| 17   | Lituania             | 193   |
| 18   | Albania              | 189   |
| 19   | Grecia               | 167   |
| 20   | Bielorussia          | 164   |
| 21   | Slovacchia           | 160   |
| 22   | Israele              | 152   |
| 23   | Lettonia             | 150   |
| 24   | Finlandia            | 150   |
| 25   | Moldavia             | 118   |
| 26   | Croazia              | 112   |
| 27   | Norvegia             | 99    |
| 28   | Estonia              | 68    |
| 29   | Belgio               | 60    |
| 30   | Austria              | 53    |
| 31   | Serbia               | 46    |
| 32   | Danimarca            | 41    |
| 33   | Svezia               | 28    |
| 34   | Irlanda              | 20    |
| 35   | Kosovo               | 16    |
| 36   | Malta                | 6     |
| —    | Bosnia ed Erzegovina | 0     |
| —    | Cipro                | 0     |

### Categorie femminili
| Pos. | Squadra     | Punti |
| ---- | ----------- | ----- |
| 1    | Armenia     | 449   |
| 2    | Ucraina     | 435   |
| 3    | Turchia     | 399   |
| 4    | Regno Unito | 381   |
| 5    | Italia      | 373   |
| 6    | Polonia     | 348   |
| 7    | Germania    | 344   |
| 8    | Spagna      | 334   |
| 9    | Finlandia   | 298   |
| 10   | Francia     | 260   |
| 11   | Ungheria    | 251   |
| 12   | Russia      | 238   |
| 13   | Svezia      | 238   |
| 14   | Romania     | 221   |
| 15   | Bulgaria    | 202   |
| 16   | Rep. Ceca   | 178   |
| 17   | Azerbaigian | 171   |
| 18   | Norvegia    | 154   |
| 19   | Grecia      | 151   |
| 20   | Israele     | 141   |
| 21   | Irlanda     | 122   |
| 22   | Albania     | 115   |
| 23   | Danimarca   | 91    |
| 24   | Bielorussia | 78    |
| 25   | Georgia     | 75    |
| 26   | Islanda     | 75    |
| 27   | Lettonia    | 71    |
| 28   | Moldavia    | 69    |
| 29   | Croazia     | 67    |
| 30   | Belgio      | 53    |
| 31   | Lituania    | 24    |
| 32   | Paesi Bassi | 21    |
| 33   | Estonia     | 15    |

## Gare maschili

### 56 kg maschili
| Pos. | Atleta                   | Gruppo | Peso atleta | Strappo (kg) | Strappo (kg) | Strappo (kg) | Strappo (kg) | Slancio (kg) | Slancio (kg) | Slancio (kg) | Slancio (kg) | Totale |
| Pos. | Atleta                   | Gruppo | Peso atleta | 1            | 2            | 3            | Pos.         | 1            | 2            | 3            | Pos.         | Totale |
| ---- | ------------------------ | ------ | ----------- | ------------ | ------------ | ------------ | ------------ | ------------ | ------------ | ------------ | ------------ | ------ |
|      | Mirco Scarantino (ITA)   | A      | 55.54       | 114          | 117          | 120          |              | 141          | 144          | 150          |              | 264    |
|      | Josué Brachi (ESP)       | A      | 55.73       | 118          | 121          | 123          |              | 140          | 143          | 145          |              | 264    |
|      | Ilie Ciotoiu (ROU)       | A      | 55.62       | 108          | 111          | 113          | 5            | 133          | 136          | 139          | 4            | 247    |
| 4    | İsmet Algül (TUR)        | A      | 55.32       | 110          | 114          | 115          |              | 130          | 130          | 135          | 6            | 245    |
| 5    | Tom Goegebuer (BEL)      | A      | 55.40       | 109          | 112          | 114          | 4            | 127          | 132          | 133          | 7            | 241    |
| 6    | Elmar Aliyev (AZE)       | A      | 55.21       | 102          | 108          | 108          | 7            | 130          | 133          | 136          |              | 238    |
| 7    | Dominik Kozlowski (POL)  | A      | 55.69       | 110          | 114          | 114          | 6            | 125          | 130          | 130          | 8            | 235    |
| 8    | Vanik Mkrtumian (RUS)    | A      | 55.55       | 100          | 100          | 105          | 8            | 133          | 139          | 139          | 5            | 233    |
| 9    | Fabio Arcara (ITA)       | B      | 55.28       | 90           | 95           | 95           | 9            | 110          | 115          | 120          | 9            | 210    |
| 10   | Michal Palkovic (SVK)    | B      | 55.58       | 82           | 86           | 86           | 10           | 102          | 107          | 111          | 10           | 197    |
| 11   | Tomáš Mirga (CZE)        | B      | 53.90       | 77           | 82           | 85           | 11           | 98           | 102          | 106          | 12           | 187    |
| 12   | František Polák (CZE)    | B      | 52.86       | 75           | 80           | 83           | 14           | 95           | 99           | 102          | 11           | 185    |
| 13   | Balázs Kerekes (HUN)     | B      | 55.17       | 80           | 80           | 85           | 12           | 96           | 100          | 100          | 13           | 185    |
| 14   | Sam Henderson (GBR)      | B      | 54.94       | 80           | 84           | 84           | 13           | 97           | 101          | 101          | 14           | 181    |
| 15   | Georgije Bogojević (CRO) | B      | 55.08       | 55           | 60           | 63           | 15           | 70           | 80           | 85           | 15           | 148    |
| DSQ  | Gökhan Kılıç (TUR)       | A      | 55.59       | 110          | 115          | 116          | —            | 134          | 137          | 138          | —            | —      |

### 62 kg maschili
| Pos. | Atleta                     | Gruppo | Peso atleta | Strappo (kg) | Strappo (kg) | Strappo (kg) | Strappo (kg) | Slancio (kg) | Slancio (kg) | Slancio (kg) | Slancio (kg) | Totale |
| Pos. | Atleta                     | Gruppo | Peso atleta | 1            | 2            | 3            | Pos.         | 1            | 2            | 3            | Pos.         | Totale |
| ---- | -------------------------- | ------ | ----------- | ------------ | ------------ | ------------ | ------------ | ------------ | ------------ | ------------ | ------------ | ------ |
|      | Hurşit Atak (TUR)          | A      | 61.68       | 126          | 129          | 129          | 4            | 157          | 163          | 170          |              | 296    |
|      | Vladimir Urumov (BUL)      | A      | 61.33       | 125          | 128          | 129          |              | 152          | 155          | 159          |              | 288    |
|      | Erol Bilgin (TUR)          | A      | 61.55       | 126          | 130          | 133          |              | 151          | 151          | 155          | 4            | 288    |
| 4    | Iuri Dudoglo (MDA)         | A      | 61.25       | 124          | 126          | 128          |              | 155          | 155          | 156          |              | 284    |
| 5    | Ionuț Ilie (ROU)           | A      | 61.47       | 122          | 122          | 126          | 7            | 145          | 149          | 151          | 6            | 273    |
| 6    | Stilyan Grozdev (BUL)      | A      | 61.36       | 117          | 121          | 124          | 5            | 145          | 145          | 149          | 8            | 269    |
| 7    | Gergely Zoltán Soóky (HUN) | B      | 61.59       | 113          | 117          | 117          | 10           | 147          | 152          | 155          | 5            | 269    |
| 8    | Ramini Shamilishvili (GEO) | B      | 61.38       | 118          | 121          | 123          | 6            | 142          | 147          | 147          | 10           | 265    |
| 9    | Allahyar Abishov (AZE)     | B      | 60.99       | 121          | 121          | 126          | 8            | 142          | 151          | 151          | 9            | 263    |
| 10   | Gareth Evans (GBR)         | B      | 61.65       | 115          | 119          | 122          | 9            | 142          | 142          | 146          | 11           | 261    |
| 11   | Romario Avdiraj (ALB)      | B      | 61.32       | 110          | 113          | 116          | 13           | 140          | 143          | 145          | 7            | 258    |
| 12   | Michael Di Giusto (ITA)    | B      | 61.60       | 109          | 113          | 116          | 11           | 137          | 141          | 143          | 12           | 257    |
| 13   | Ivan Garcia Rueda (ESP)    | B      | 61.55       | 115          | 118          | 118          | 12           | 135          | 140          | 140          | 13           | 250    |
| 14   | Arthouros Akritidis (GRE)  | B      | 61.62       | 102          | 107          | 111          | 14           | 127          | 132          | 132          | 14           | 243    |
| 15   | Bar Lewi (ISR)             | B      | 61.02       | 106          | 110          | 113          | 15           | 125          | 130          | 130          | 15           | 235    |
| 16   | Vlastimil Moskál (CZE)     | B      | 61.42       | 95           | 100          | 102          | 16           | 115          | 120          | 123          | 16           | 223    |
| DSQ  | Dimitris Minasidis (CYP)   | A      | 61.31       | 123          | 125          | 125          | —            | —            | —            | —            | —            | —      |
| DSQ  | Feliks Chalibekov (RUS)    | A      | 61.74       | 125          | 130          | 133          | —            | 150          | 156          | 159          | —            | —      |

### 69 kg maschili
| Pos. | Atleta                            | Gruppo | Peso atleta | Strappo (kg) | Strappo (kg) | Strappo (kg) | Strappo (kg) | Slancio (kg) | Slancio (kg) | Slancio (kg) | Slancio (kg) | Totale |
| Pos. | Atleta                            | Gruppo | Peso atleta | 1            | 2            | 3            | Pos.         | 1            | 2            | 3            | Pos.         | Totale |
| ---- | --------------------------------- | ------ | ----------- | ------------ | ------------ | ------------ | ------------ | ------------ | ------------ | ------------ | ------------ | ------ |
|      | Daniyar Ismayilov (TUR)           | A      | 68.25       | 150          | 155          | 161          |              | 178          | 182          | 190          |              | 333    |
|      | Sergej Petrov (RUS)               | A      | 68.58       | 140          | 144          | 147          |              | 171          | 175          | 178          |              | 322    |
|      | David Sánchez (ESP)               | B      | 68.62       | 138          | 143          | 143          | 4            | 170          | 175          | 178          | 4            | 318    |
| 4    | Bernardin Matam (FRA)             | A      | 68.26       | 137          | 140          | 143          | 5            | 173          | 178          | 178          | 5            | 313    |
| 5    | Vanik Avetisyan (ARM)             | A      | 68.61       | 137          | 137          | 137          | 9            | 175          | 181          | 181          |              | 312    |
| 6    | Artsiom Shahau (BLR)              | A      | 68.80       | 138          | 138          | 138          | 8            | 165          | 176          | 176          | 8            | 303    |
| 7    | Ahmet Turan Okyay (TUR)           | A      | 68.52       | 136          | 141          | 143          | 10           | 161          | 165          | 170          | 6            | 301    |
| 8    | Simon Brandhuber (GER)            | A      | 68.75       | 137          | 140          | 140          | 6            | 161          | 161          | 161          | 11           | 301    |
| 9    | Robert Joachim (GER)              | B      | 68.60       | 132          | 132          | 132          | 14           | 157          | 162          | 165          | 7            | 297    |
| 10   | Yann Aucouturier (FRA)            | B      | 68.38       | 130          | 134          | 134          | 11           | 160          | 162          | 164          | 10           | 296    |
| 11   | Rostam Karapetyan (ARM)           | A      | 68.33       | 133          | 136          | 136          | 12           | 160          | 160          | 160          | 12           | 293    |
| 12   | Zlatko Minchev (BUL)              | A      | 68.50       | 133          | 133          | 133          | 13           | 160          | 164          | 164          | 13           | 293    |
| 13   | Victor Castro Marino (ESP)        | B      | 68.64       | 133          | 138          | 138          | 7            | 155          | 160          | 160          | 14           | 293    |
| 14   | Petr Petrov (CZE)                 | B      | 68.50       | 125          | 130          | 133          | 16           | 155          | 164          | 168          | 9            | 289    |
| 15   | Samuele Faciano (ITA)             | B      | 68.29       | 115          | 120          | 123          | 17           | 140          | 143          | 146          | 17           | 266    |
| 16   | Michail Vasilopoulos-Koufos (GRE) | B      | 68.43       | 116          | 122          | 122          | 19           | 146          | 150          | 150          | 15           | 266    |
| 17   | Daniel Roness Strand (NOR)        | B      | 68.68       | 110          | 115          | 118          | 20           | 140          | 140          | 149          | 16           | 264    |
| 18   | Christopher Freebury (GBR)        | B      | 68.35       | 115          | 119          | 121          | 18           | 138          | 142          | 142          | 18           | 257    |
| 19   | Mathias Strom (DEN)               | B      | 68.34       | 102          | 107          | 110          | 21           | 128          | 133          | 138          | 19           | 243    |
| 20   | Arbnor Krasniqi (KOS)             | B      | 68.72       | 82           | 82           | 82           | 22           | 100          | 105          | 108          | 20           | 190    |
| —    | Mirko Zanni (ITA)                 | B      | 66.19       | —            | —            | —            | —            | —            | —            | —            | —            | —      |
| —    | Briken Calja (ALB)                | A      | 68.55       | 142          | 145          | 147          |              | 177          | 178          | 178          | —            | —      |
| —    | Dian Minchev (BUL)                | A      | 68.56       | 130          | 133          | 133          | 15           | —            | —            | —            | —            | —      |

## Gare femminili

### 48 kg femminili
| Pos. | Atleta                     | Gruppo | Peso atleta | Strappo (kg) | Strappo (kg) | Strappo (kg) | Strappo (kg) | Slancio (kg) | Slancio (kg) | Slancio (kg) | Slancio (kg) | Totale |
| Pos. | Atleta                     | Gruppo | Peso atleta | 1            | 2            | 3            | Pos.         | 1            | 2            | 3            | Pos.         | Totale |
| ---- | -------------------------- | ------ | ----------- | ------------ | ------------ | ------------ | ------------ | ------------ | ------------ | ------------ | ------------ | ------ |
|      | Sibel Özkan (TUR)          | A      | 47.68       | 81           | 81           | 82           |              | 100          | 101          | —            |              | 182    |
|      | Genny Pagliaro (ITA)       | A      | 47.55       | 77           | 79           | 81           |              | 97           | 99           | 101          |              | 180    |
|      | Monica Csengeri (ROU)      | A      | 47.80       | 79           | 82           | 83           |              | 95           | 98           | 98           | 5            | 178    |
| 4    | Iana Diachenko (UKR)       | A      | 47.57       | 78           | 78           | 82           | 5            | 93           | 96           | 98           |              | 176    |
| 5    | Anaïs Michel (FRA)         | A      | 47.58       | 79           | 79           | 81           | 4            | 97           | 100          | 100          | 4            | 176    |
| 6    | Estefanía Juan Tello (ESP) | B      | 47.85       | 70           | 73           | 73           | 7            | 93           | 96           | 96           | 6            | 166    |
| 7    | Shqiponje Brahja (ALB)     | A      | 47.81       | 75           | 79           | 80           | 6            | 90           | 90           | 96           | 8            | 165    |
| 8    | Maria Pipiliaridou (GRE)   | B      | 47.81       | 66           | 69           | 71           | 11           | 85           | 85           | 89           | 9            | 158    |
| 9    | Nadežda Nguen (BUL)        | B      | 46.64       | 67           | 70           | 72           | 10           | 87           | 87           | 90           | 10           | 157    |
| 10   | Marziyya Maharramova (AZE) | B      | 47.51       | 65           | 68           | 70           | 9            | 85           | 85           | 88           | 12           | 155    |
| 11   | Hannah Powell (GBR)        | B      | 47.26       | 64           | 64           | 66           | 12           | 84           | 86           | 88           | 11           | 152    |
| 12   | Eva Giganti (ITA)          | B      | 47.46       | 68           | 68           | 71           | 8            | 78           | 81           | 83           | 14           | 152    |
| 13   | Sini Kukkonen (FIN)        | B      | 47.80       | 63           | 65           | 65           | 13           | 80           | 83           | 83           | 13           | 148    |
| 14   | Veronika Věžníková (CZE)   | B      | 47.35       | 58           | 60           | 62           | 14           | 68           | 71           | 73           | 16           | 135    |
| 15   | Anna Boga (GRE)            | B      | 47.59       | 60           | 60           | 62           | 15           | 75           | 75           | 80           | 15           | 135    |
| 16   | Alexandria Craig (IRL)     | B      | 46.72       | 56           | 56           | 58           | 16           | 70           | 70           | 72           | 17           | 128    |
| 17   | Petra Klimparová (CZE)     | B      | 47.89       | 49           | 52           | 52           | 17           | 59           | 62           | 62           | 18           | 114    |
| —    | Manon Lorentz (FRA)        | A      | 47.43       | 80           | 80           | 80           | —            | 95           | 98           | 98           | 7            | —      |
| DSQ  | Nurcan Taylan (TUR)        | A      | 47.43       | 78           | 81           | 81           | —            | 95           | 96           | 98           | —            | —      |

### 53 kg femminili
| Pos. | Atleta                            | Gruppo | Peso atleta | Strappo (kg) | Strappo (kg) | Strappo (kg) | Strappo (kg) | Slancio (kg) | Slancio (kg) | Slancio (kg) | Slancio (kg) | Totale |
| Pos. | Atleta                            | Gruppo | Peso atleta | 1            | 2            | 3            | Pos.         | 1            | 2            | 3            | Pos.         | Totale |
| ---- | --------------------------------- | ------ | ----------- | ------------ | ------------ | ------------ | ------------ | ------------ | ------------ | ------------ | ------------ | ------ |
|      | Cristina Iovu (ROU)               | A      | 52.56       | 90           | 94           | 95           |              | 110          | 113          | 120          |              | 210    |
|      | Julija Paratova (UKR)             | A      | 52.51       | 90           | 90           | 94           |              | 108          | 108          | 108          | 4            | 202    |
|      | Rebeka Koha (LVA)                 | A      | 52.19       | 87           | 90           | 92           |              | 102          | 105          | 108          |              | 198    |
| 4    | Sema Acartürk (TUR)               | A      | 52.48       | 82           | 82           | 82           | 6            | 103          | 106          | 109          |              | 191    |
| 5    | Evagjelia Veli (ALB)              | A      | 52.01       | 83           | 87           | 87           | 5            | 100          | 105          | 106          | 7            | 183    |
| 6    | Atenery Hernández Martín (ESP)    | A      | 52.57       | 78           | 81           | 83           | 7            | 98           | 101          | 103          | 6            | 182    |
| 7    | Julia Schwarzbach (GER)           | A      | 52.74       | 79           | 82           | 82           | 9            | 99           | 102          | 104          | 5            | 181    |
| 8    | Bediha Tunadağı (TUR)             | A      | 52.12       | 80           | 80           | 85           | 8            | 100          | 100          | 100          | 8            | 180    |
| 9    | Anna Govelyan (ARM)               | B      | 52.53       | 75           | 78           | 80           | 10           | 93           | 96           | 100          | 9            | 174    |
| 10   | Maya Petrova Ivanova (BUL)        | A      | 52.74       | 75           | 78           | 78           | 14           | 96           | 100          | 100          | 10           | 171    |
| 11   | Giorgia Russo (ITA)               | B      | 52.59       | 73           | 75           | 77           | 13           | 95           | 100          | 100          | 11           | 171    |
| 12   | Aksana Zalatarova (ISR)           | B      | 52.79       | 75           | 77           | 79           | 12           | 86           | 89           | —            | 13           | 166    |
| 13   | Sarah Orteza Hovden Øvsthus (NOR) | B      | 51.60       | 71           | 74           | 75           | 15           | 87           | 90           | 90           | 12           | 164    |
| 14   | Pauliina Utoslahti (FIN)          | B      | 52.73       | 69           | 72           | 74           | 16           | 86           | 86           | 86           | 15           | 158    |
| 15   | Christina Ejstrup (DEN)           | C      | 50.13       | 64           | 66           | 68           | 19           | 82           | 85           | 87           | 17           | 153    |
| 16   | Noorin Gulam (GBR)                | C      | 52.14       | 66           | 69           | 71           | 17           | 83           | 86           | 86           | 19           | 152    |
| 17   | Rebekka Tao Jacobsen (NOR)        | B      | 52.76       | 66           | 68           | 68           | 20           | 84           | 86           | 88           | 16           | 152    |
| 18   | Aleksandra Stepanova (LTU)        | B      | 51.23       | 65           | 68           | 70           | 18           | 80           | 83           | 85           | 18           | 151    |
| 19   | Zsuzsanna Eszter Valkó (HUN)      | C      | 52.05       | 56           | 61           | 64           | 22           | 80           | 86           | 87           | 14           | 150    |
| 20   | Gulchin Alizada (AZE)             | B      | 50.26       | 65           | 68           | 68           | 21           | 80           | 80           | 83           | 20           | 145    |
| 21   | Tham Nguyen (IRL)                 | C      | 50.13       | 60           | 62           | 62           | 23           | 72           | 75           | 75           | 22           | 132    |
| 22   | Eithne Harte (IRL)                | C      | 52.54       | 52           | 54           | 54           | 24           | 68           | 72           | 73           | 21           | 127    |
| —    | Lotte Laurentia Janssen (NED)     | B      | 52.26       | 75           | 77           | 77           | 11           | 90           | 90           | 90           | —            | —      |
| —    | Kristina Sobol (RUS)              | A      | 52.54       | 85           | 88           | 91           | 4            | 100          | 100          | 100          | —            | —      |

### 58 kg femminili
| Pos. | Atleta                                  | Gruppo | Peso atleta | Strappo (kg) | Strappo (kg) | Strappo (kg) | Strappo (kg) | Slancio (kg) | Slancio (kg) | Slancio (kg) | Slancio (kg) | Totale |
| Pos. | Atleta                                  | Gruppo | Peso atleta | 1            | 2            | 3            | Pos.         | 1            | 2            | 3            | Pos.         | Totale |
| ---- | --------------------------------------- | ------ | ----------- | ------------ | ------------ | ------------ | ------------ | ------------ | ------------ | ------------ | ------------ | ------ |
|      | Bojanka Kostova (AZE)                   | A      | 57.41       | 95           | 100          | 105          |              | 120          | 130          | —            |              | 235    |
|      | Irina Lepșa (ROU)                       | A      | 57.68       | 88           | 91           | 91           | 5            | 111          | 117          | —            |              | 205    |
|      | Joanna Lochowska (POL)                  | A      | 57.41       | 90           | 90           | 90           |              | 110          | 112          | 114          |              | 204    |
| 4    | Veronika Ivasiuk (UKR)                  | A      | 57.30       | 88           | 90           | 93           |              | 105          | 108          | 110          | 6            | 198    |
| 5    | Anna Roos (SWE)                         | A      | 57.50       | 85           | 87           | 87           | 6            | 110          | 110          | 114          | 5            | 197    |
| 6    | Dora Tchakounté (FRA)                   | A      | 56.15       | 84           | 88           | 88           | 4            | 100          | 103          | 106          | 9            | 194    |
| 7    | Sarah Davies (GBR)                      | A      | 57.61       | 83           | 86           | 88           | 7            | 106          | 106          | 109          | 11           | 192    |
| 8    | Jennifer Lombardo (ITA)                 | A      | 56.46       | 83           | 85           | 87           | 8            | 106          | 106          | 110          | 10           | 191    |
| 9    | Mouna Skandi El Assad (ESP)             | B      | 57.49       | 82           | 84           | 86           | 11           | 102          | 105          | 107          | 8            | 191    |
| 10   | Izabella Yaylyan (ARM)                  | A      | 57.18       | 85           | 89           | 89           | 9            | 105          | 110          | 110          | 12           | 190    |
| 11   | Konstantina Benteli (GRE)               | B      | 57.58       | 82           | 85           | 85           | 10           | 101          | 104          | 104          | 16           | 186    |
| 12   | Alba Sanchez Ferrer (ESP)               | B      | 57.69       | 80           | 83           | 83           | 15           | 102          | 105          | 107          | 12           | 185    |
| 13   | Nuray Levente (TUR)                     | B      | 57.28       | 81           | 83           | 84           | 12           | 98           | 101          | 103          | 15           | 184    |
| 14   | Thuridur Helgadottir (ISL)              | B      | 57.54       | 76           | 80           | 83           | 14           | 98           | 103          | 105          | 14           | 183    |
| 15   | Jenni Puputti (FIN)                     | B      | 57.40       | 83           | 83           | 85           | 13           | 96           | 100          | 100          | 17           | 179    |
| 16   | Tea Sojat (CRO)                         | B      | 56.86       | 76           | 76           | 80           | 16           | 88           | 91           | 95           | 19           | 167    |
| 17   | Zekiye Nyland (NOR)                     | B      | 57.30       | 67           | 70           | 70           | 18           | 85           | 90           | 95           | 18           | 165    |
| 18   | Cecilie Christiansen (DEN)              | B      | 57.53       | 67           | 70           | 72           | 17           | 82           | 85           | 88           | 20           | 160    |
| 19   | Iuliya Butkova (ISR)                    | B      | 55.76       | 63           | 66           | 66           | 20           | 80           | 82           | 83           | 21           | 146    |
| —    | Rachel Hayes (ISR)                      | B      | 55.39       | 67           | 67           | 70           | 19           | 82           | 82           | 82           | —            | —      |
| —    | Anastasiia Kelar (UKR)                  | B      | 57.14       | 79           | 80           | 80           | —            | 100          | 105          | 107          | 7            | —      |
| —    | Aleksandra Klejinowska-Krzywanska (POL) | A      | 57.72       | 86           | 86           | 86           | —            | 106          | 111          | 114          | 4            | —      |